# Reloj estelar

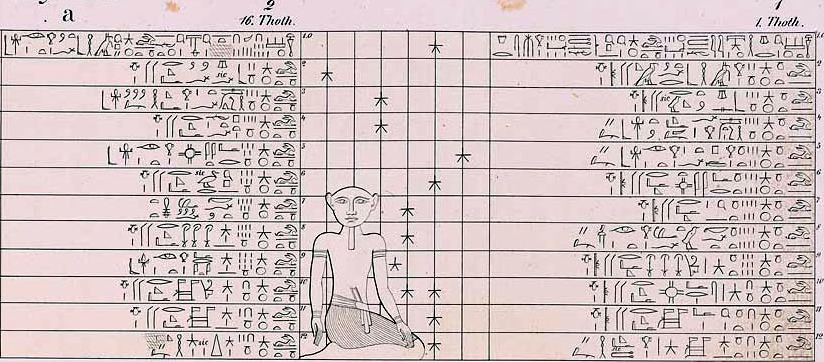
Instrucciones para interpretar un reloj estelar. Tumba de Ramsés IX.

Un reloj estelar (o nocturno) es un método que utiliza el movimiento aparente de las estrellas en el firmamento para determinar la hora durante la noche.

## Historia
Los primeros testimonios de la existencia de este tipo de relojes astronómicos proceden del Antiguo Egipto. De las tablas de estrellas en el techo de las tumbas de Ramsés VI y Ramsés IX, se deduce un procedimiento utilizado para fijar las horas por la noche. Para ello, una persona debería sentarse en el suelo aproximadamente dando la espalda a la estrella polar y situada frente al astrónomo, en una posición tal que la línea de observación de la citada estrella polar pasara por encima de la mitad de su cabeza. En los diferentes días del año, cada hora queda determinada por la culminación (o la casi culminación) de una estrella fija, y la posición de estas estrellas en ese momento se da en las tablas como coincidente con el eje central, el ojo izquierdo, el hombro derecho u otros puntos de la persona sentada. Según los textos, en la fundación o reconstrucción de templos, el eje norte era determinado con el mismo aparato, y se puede concluir que fue el habitual para observaciones astronómicas. En manos cuidadosas, podría dar resultados de un alto grado de precisión.

## Procedimiento
Un procedimiento sencillo consiste en medir las sucesivas posiciones de una  constelación bien visible en el cielo nocturno, como el Carro, utilizando como referencia cualquier tipo de reloj convencional, pudiendo determinarse en distintos días la hora mediante sustracciones y adiciones sencillas. Este método no requiere ninguna herramienta; aunque para mejorar su precisión se puede usar un astrolabio y un planisferio.
Con este procedimiento,  puede ajustarse la hora de un reloj de manera que  marque el tiempo sideral principal. Para ello, basta  ajustar la hora  conocida en función del día del año del tránsito de una determinada estrella por el meridiano, y hacerla coincidir con el momento de su máxima (o mínima) ascensión recta (en el hemisferio norte, cuando pasa exactamente por la vertical de la estrella polar).

## Ejemplo
Cualquier estrella aparece en el mismo punto cada noche en aproximadamente 23h:54m (duración de un día sideral, debido a que el año dura 365,25 días). Para el hemisferio norte, conocida la hora de un determinado día del año en el que una estrella próxima a la estrella polar cruza el meridiano, basta sumar cuatro minutos por día si la fecha es anterior (o restárselos si es posterior) al instante en el que se produce el cruce de la citada estrella por la vertical de la polar, para determinar la hora. Con 15 días de diferencia, la corrección a aplicar es de una hora completa.